# Richie Faulkner
Richard Ian Faulkner (født 1. januar 1980), er en engelsk guitarist.
Richard Faulkner er født i London. I starten af sin karriere spillede han i bands som Dirty Deeds, Voodoo Six, Ace Mafia og Lauren Harris' band.. Den 20. april 2010 blev han afløser for K.K Downing i heavy metal bandet Judas Priest.
Hans første optræden med dette band forekom den 25. maj. 2011 i American idol, hvor bandet spillede "Living After Midnight" og "Breaking the Law" med James Durbin.
Han har også arrangeret musik for skuespiller Christopher Lees heavy metal album Charlemagne: The Omens of Death, som blev udgivet den 27 maj. 2013 på Lees 91 årig fødselsdag.